# Acanthocephala femorata
Acanthocephala femorata är en insektsart som först beskrevs av Fabricius 1775.  Acanthocephala femorata ingår i släktet Acanthocephala och familjen bredkantskinnbaggar. Inga underarter finns listade i Catalogue of Life.